# Pan-Amerikaanse kampioenschappen wegwielrennen
De Pan-Amerikaanse kampioenschappen wegwielrennen zijn wielerwedstrijden op de weg voor de continenten Noord- en Zuid-Amerika die jaarlijks door de Confederación Panamericana de Ciclismo worden georganiseerd. De wedstrijden worden verreden met landenteams. Van 1974 tot en met 1996 werden de kampioenschappen elke twee jaar gehouden in de even jaren. Vanaf 1996 worden ze elk jaar gehouden.

## Locatie
| Editie | Jaar | Land                   | Plaats         |
| ------ | ---- | ---------------------- | -------------- |
| I      | 1974 | Colombia               | Cali           |
| II     | 1976 | Venezuela              | San Cristóbal  |
| III    | 1978 | Dominicaanse Republiek | Saint-Domingue |
| IV     | 1980 | Chili                  | Santiago       |
| V      | 1981 | Colombia               | Medellín       |
| VI     | 1982 | Brazilië               | São Paulo      |
| VII    | 1984 | Colombia               | Medellín       |
| VIII   | 1986 |                        |                |
| IX     | 1988 | Colombia               | Medellín       |
| X      | 1990 | Colombia               | Duitama        |
| XI     | 1992 | Ecuador                | Quito          |
| XII    | 1994 | Chili                  | Curicó         |
| XIII   | 1996 | Venezuela              | Puerto La Cruz |
| XIV    | 1997 | Colombia               | Cali           |
| XV     | 1998 | Colombia               | Cali           |
| XVI    | 2000 | Colombia               | Bucaramanga    |
| XVII   | 2001 | Colombia               | Medellín       |
| XVIII  | 2002 | Ecuador                | Quito          |
| XIX    | 2004 | Venezuela              | San Carlos     |
| XX     | 2005 | Argentinië             | Mar del Plata  |

| Editie  | Jaar | Land                               | Plaats                             |
| ------- | ---- | ---------------------------------- | ---------------------------------- |
| XXI     | 2006 | Brazilië                           | Cabreúva                           |
| XXII    | 2007 | Venezuela                          | Valencia                           |
| XXIII   | 2008 | Uruguay                            | Montevideo                         |
| XXIV    | 2009 | Mexico                             | Tlaxcala                           |
| XXV     | 2010 | Mexico                             | Aguascalientes                     |
| XXVI    | 2011 | Colombia                           | Medellín                           |
| XXVII   | 2012 | Argentinië                         | Mar del Plata                      |
| XXVIII  | 2013 | Mexico                             | Zacatecas                          |
| XXIX    | 2014 | Mexico                             | Puebla                             |
| XXX     | 2015 | Mexico                             | León                               |
| XXXI    | 2016 | Venezuela                          | Táchira                            |
| XXXII   | 2017 | Dominicaanse Republiek             | Saint-Domingue                     |
| XXXIII  | 2018 | Argentinië                         | San Juan                           |
| XXXIV   | 2019 | Mexico                             | Pachuca                            |
| -       | 2020 | geannuleerd vanwege coronapandemie | geannuleerd vanwege coronapandemie |
| XXXV    | 2021 | Dominicaanse Republiek             | Saint-Domingue                     |
| XXXVI   | 2022 | Argentinië                         | San Juan                           |
| XXXVII  | 2023 | Panama                             | Panama                             |
| XXXVIII | 2024 | Brazilië                           | São José dos Campos                |
| XXXIX   | 2025 | Uruguay                            | Punta del Este                     |

## Mannen

### Wegwedstrijd
| Jaar | Winnaar             | Tweede                  | Derde                    |
| ---- | ------------------- | ----------------------- | ------------------------ |
| 1974 | Luis Hernán Díaz    | Fabio Acevedo           | Gonzalo Marín            |
| 1976 | Rosendo Ramos       | Luis Carlos Manrique    | Hernán Donneys           |
| 1978 | Rodolfo Vitela      | Gonzalo Marín           | Rosendo Ramos            |
| 1980 | Eduardo Trillini    | Manuel Aravena          | Carlos Adolfo Mesa       |
| 1981 | Manuel Aravena      | Olinto Silva            | Sergio Aliste            |
| 1982 | Jair Braga          | Roberto Muñoz           | Justo Galavís            |
| 1984 | Ramón Tolosa        | Fabio Parra             | Julio Alberto Rubiano    |
|      |                     |                         |                          |
| 1988 | Juan Carlos Arias   | Álvaro Mejía            | Leonardo Sierra          |
| 1990 | José Robles         | Ruber Marín             | Alexander Ernst          |
| 1992 | Héctor Chiles       | Juan Carlos Rosero      | José Robles              |
| 1994 | Albeiro Giraldo     | Heriberto Rodríguez     | César Goyeneche          |
| 1996 | Márcio May          | Rubén Pegorin           | Jamil Suaiden            |
| 1997 | Eduardo Uribe       | Márcio May              | Manuel Guevara           |
| 1998 | Jesús Zarate        | Cássio Freitas          | Israel Ochoa             |
| 2000 | Raúl Montaña        | Élder Herrera           | Michael Barry            |
| 2001 | Juan Diego Ramírez  | Hernán Bonilla          | Javier Zapata            |
| 2002 | Daniel Rincón       | Ismael Sarmiento        | Héctor Chiles            |
| 2004 | Manuel Guevara      | Jorge Humberto Martínez | Miguel Ubeto             |
| 2005 | John Fredy Parra    | Charles Dionne          | Damier Martínez          |
| 2006 | José Serpa          | Breno Sidoti            | Alex Diniz               |
| 2007 | Martin Gilbert      | Manuel Medina           | Carlos Hernández         |
| 2008 | Richard Mascarañas  | Luis Macías             | Otávio Bulgarelli        |
| 2009 | Gregorio Ladino     | Juan Pablo Villegas     | Cayetano Sarmiento       |
| 2010 | Carlos Oyarzún      | Arnold Alcolea          | Raúl Grangel             |
| 2011 | Gregolry Panizo     | Gonzalo Garrido         | Luis Felipe Laverde      |
| 2012 | Maximiliano Richeze | Mauro Abel Richeze      | Héctor Aguilar           |
| 2013 | Jonathan Paredes    | Ignacio Sarabia         | Segundo Navarrete        |
| 2014 | Byron Guamá         | Joey Rosskopf           | Juan Pablo Suárez        |
| 2015 | Byron Guamá         | Josué González          | Juan Pablo Magallanes    |
| 2016 | Jonathan Caicedo    | Brayan Ramírez          | Jonathan Monsalve        |
| 2017 | Nelson Soto         | José Alfredo Aguirre    | Sebastián Molano         |
| 2018 | Sebastián Molano    | Maximiliano Richeze     | Christopher Mansilla     |
| 2019 | Jefferson Cepeda    | Alexis Camacho          | Segundo Navarrete        |
| 2021 | Nelson Soto         | Cristian Pita           | Sebastián Novoa          |
| 2022 | Emiliano Contreras  | Sebastián Novoa         | Sixto Núñez              |
| 2023 | Pier-André Côté     | Nicolás Tivani          | Charles-Étienne Chrétien |
| 2024 | Leangel Linarez     | Red Walters             | Wilmar Paredes           |
| 2025 | Álvaro Hodeg        | Sebastian Brenes        | Jason Andrey Huertas     |

### Tijdrit
| Jaar | Winnaar                     | Tweede                           | Derde                       |
| ---- | --------------------------- | -------------------------------- | --------------------------- |
| 1994 | Rubén Pegorín               | Víctor Hugo Peña                 | Juan Marcelo Agüero         |
| 1996 | Dubán Ramírez               | Rubén Pegorín                    | Hernandes Quadri Júnior     |
| 1997 | Dubán Ramírez               | Javier Zapata                    | Iddis-Albin Tavarez         |
| 1998 | Rubén Pegorín               | Dubán Ramírez                    | Márcio May                  |
| 2000 | Víctor Hugo Peña            | Márcio May                       | Eduardo Graciano            |
| 2001 | Jairo Hernández             | Javier Zapata                    | Svein Tuft                  |
| 2002 | José Medina                 | Jonny Daniel Leal                | Carlos Ibañez               |
| 2004 | José Chacón                 | José Rujano                      | Domingo González            |
| 2005 | Edgardo Simón               | Pedro Nicácio                    | Guillermo Brunetta          |
| 2006 | Pedro Nicácio               | Magno Nazaret                    | Eric Wohlberg               |
| 2007 | Libardo Niño                | Zachary Bell                     | Tomás Gil                   |
| 2008 | Svein Tuft                  | Matías Médici                    | Luis Tavares Amorim         |
| 2009 | Juan Carlos López           | Gregory Brenes                   | Matías Médici               |
| 2010 | Iván Casas                  | Carlos Oyarzún                   | Freddy Montaña              |
| 2011 | Leandro Messineo            | Iván Casas                       | Tomás Gil                   |
| 2012 | Matías Médici               | Magno Nazaret                    | Eduardo Sepúlveda           |
| 2013 | Carlos Oyarzún              | Ignacio Sarabia                  | Leandro Messineo            |
| 2014 | Pedro Herrera               | Joey Rosskopf                    | Carlos Oyarzún              |
| 2015 | Carlos Oyarzún              | Manuel Rodas                     | Alejandro Durán             |
| 2016 | Walter Vargas               | Laureano Rosas                   | Cristian Serrano            |
| 2017 | José Luis Rodríguez Aguilar | Rodrigo Contreras                | Manuel Rodas                |
| 2018 | Walter Vargas               | Rubén Ramos                      | Manuel Rodas                |
| 2019 | José Luis Rodríguez Aguilar | Brandon Rivera                   | Ignacio Prado               |
| 2021 | Walter Vargas               | José Luis Rodríguez Aguilar      | Franklin Archibold          |
| 2022 | Rodrigo Contreras           | Walter Vargas                    | Orluis Aular                |
| 2023 | Walter Vargas               | Miguel Ángel López Kaden Hopkins | José Luis Rodríguez Aguilar |
| 2024 | Walter Vargas               | Franklin Archibold               | Orluis Aular                |
| 2025 | Walter Vargas               | Rodrigo Contreras                | Diego De Jesus Mendes       |

### Ploegentijdrit
| Jaar | Winnaar  | Tweede    | Derde    |
| ---- | -------- | --------- | -------- |
| 1974 | Mexico   | Colombia  | Cuba     |
| 1976 | Cuba     | Venezuela | Colombia |
| 1978 | Mexico   | Colombia  | Cuba     |
|      |          |           |          |
| 1988 | Cuba     | Colombia  | Mexico   |
| 1990 | Colombia | Cuba      | Mexico   |
| 1992 | Colombia | Cuba      | Mexico   |
| 1994 | Cuba     |           |          |

## Vrouwen

### Wegwedstrijd
| Jaar | Winnaar                | Tweede                 | Derde                       |
| ---- | ---------------------- | ---------------------- | --------------------------- |
| 1988 | Adriana Muriel         |                        |                             |
| 1990 | Adriana Muriel         | Isabel León            | Odalys Tomps                |
| 1992 | Jane Marshall          | Maddy Tormoen          | Yacel Ojeda                 |
| 1994 | Yacel Ojeda            | Tatiana Fernández      | Yoanka González             |
| 1996 | Nicole Reinhart        | Madelin Jorge          | Anrrosy Paruta              |
| 1997 | Yuliet Rodríguez       | Belem Guerrero         | Yoanka González             |
| 1998 | Karen Livingston-Bliss | Elizabeth Emery        | Claudia Carceroni Saintagne |
| 2000 | Erin Carter            | Sandy Espeseth         | Yoanka González             |
| 2001 | Flor Marina Delgadillo | Belem Guerrero         | Martha López                |
| 2002 | Belem Guerrero         | Flor Marina Delgadillo | Janildes Fernandes          |
| 2004 | Yoanka González        | Yeilien Fernández      | Danielys García             |
| 2005 | Tina Mayolo-Pic        | Yeilien Fernández      | Yumari González             |
| 2006 | Yumari González        | Kori Kelley-Seehafer   | Clemilda Fernandes          |
| 2007 | Tina Pic               | Yumari González        | Gina Grain                  |
| 2008 | Yumari González        | Karelia Machado Jaimes | Belem Guerrero              |
| 2009 | Joëlle Numainville     | Paola Muñoz            | Verónica Leal Balderas      |
| 2010 | Shelley Olds           | Joëlle Numainville     | Dalila Rodríguez            |
| 2011 | Clara Hughes           | Evelyn García          | Theresa Cliff-Ryan          |
| 2012 | Yumari González        | Leah Kirchmann         | Janildes Fernandes          |
| 2013 | Arlenis Sierra         | Marlies Mejías         | Angie González              |
| 2014 | Arlenis Sierra         | Megan Guarnier         | Laura Lozano                |
| 2015 | Marlies Mejías         | Coryn Rivera           | Yumari González             |
| 2016 | Iraida García          | Arlenis Sierra         | Flavia Oliveira             |
| 2017 | Paola Muñoz            | Wellyda dos Santos     | Skylar Schneider            |
| 2018 | Arlenis Sierra         | Iraida García          | Marlies Mejías              |
| 2019 | Ariadna Gutiérrez      | Denisse Ahumada        | Teniel Campbell             |
| 2021 | Paola Muñoz            | Teniel Campbell        | Lizbeth Salazar             |
| 2022 | Arlenis Sierra         | Catalina Soto          | Fabiana Granizal            |
| 2023 | Skylar Schneider       | Alison Jackson         | Catalina Soto               |
| 2024 | Lauren Stephens        | Wellyda Rodrigues      | Catalina Soto               |
| 2025 | Juliana Londoño        | Skylar Schneider       | Teniel Campbell             |

### Tijdrit
| Jaar | Winnaar               | Tweede                 | Derde                  |
| ---- | --------------------- | ---------------------- | ---------------------- |
| 1994 | Belem Guerrero        | Yacel Ojeda            | Patricia Santiago      |
| 1996 | Madelin Jorge         | Maritza Corredor       | Márcia Guimarães       |
| 1997 | Maureen Kaila Vergara | Dania Pérez            | Yuliet Rodríguez       |
| 1998 | Elizabeth Emery       | Marisa Vandevelde      | Lorena Corman          |
| 2000 | Sandy Espeseth        | Madelín Jorge Salgado  | Yuliet Rodríguez       |
| 2001 | María Luisa Calle     | Flor Marina Delgadillo | Yuliet Rodríguez       |
| 2002 | Sonia López           | Paola Madriñán         | Flor Marina Delgadillo |
| 2004 | Paola Madriñán        | Marie Rosado           | Yoanka González        |
| 2005 | Kristin Armstrong     | Christine Thorburn     | Paola Madriñán         |
| 2006 | Amber Neben           | Erinne Willock         | Kori Kelley-Seehafer   |
| 2007 | Alison Powers         | Giuseppina Grassi      | Dotsie Bausch          |
| 2008 | Paola Madriñán        | Giuseppina Grassi      | Kori Kelley-Seehafer   |
| 2009 | Giuseppina Grassi     | Tara Whitten           | Valeria Müller         |
| 2010 | Paola Madriñán        | Amber Neben            | Shelley Olds           |
| 2011 | Clara Hughes          | Evelyn Stevens         | Amber Neben            |
| 2012 | Amber Neben           | Rhae-Christie Shaw     | Clemilda Fernandes     |
| 2013 | Ingrid Drexel         | Carmen Small           | Serika Gulumá          |
| 2014 | Evelyn Stevens        | Serika Gulumá          | Megan Guarnier         |
| 2015 | Carmen Small          | Tara Whitten           | Clemilda Fernandes     |
| 2016 | Serika Gulumá         | Cristina Sanabria      | Ingrid Drexel          |
| 2017 | Chloé Dygert          | Tayler Wiles           | Marlies Mejías         |
| 2018 | Amber Neben           | Lauren Stephens        | Cristina Sanabria      |
| 2019 | Leah Thomas           | Amber Neben            | Constanza Paredes      |
| 2021 | Marlies Mejías        | Aranza Villalón        | Miryam Núñez           |
| 2022 | Lilibeth Chacón       | Lina Hernández         | Antonella Leonardi     |
| 2023 | Amber Neben           | Aranza Villalón        | Alison Jackson         |
| 2024 | Amber Neben           | Lauren Stephens        | Aranza Villalón        |
| 2025 | Ruth Edwards          | Emily Ehrlich          | Teniel Campbell        |

### Ploegentijdrit
| Jaar | Winnaar          | Tweede     | Derde   |
| ---- | ---------------- | ---------- | ------- |
| 1990 | Cuba             | Colombia   | Mexico  |
| 1992 | Verenigde Staten | Cuba       | Ecuador |
| 1994 | Cuba             | Argentinië |         |